# Meiogyne subsessilis
Meiogyne subsessilis là loài thực vật có hoa thuộc họ Na. Loài này được (Ast) J. Sinclair mô tả khoa học đầu tiên năm 1956.